# Andrés Cárdenas
Andrés Camilo Cárdenas (Bogotá, 6 de septiembre de 1982) es un compositor, director de orquesta y guitarrista clásico colombiano, conocido por su trabajo para el cine.

## Biografía
Comenzó sus estudios musicales a los 8 años con su abuelo,  quien despertó en él, el interés por la guitarra, en los siguientes años continuó su formación musical asistiendo a reconocidas escuelas de música donde el maestro Gentil Montana (Julio Albarracín Montana) lo orienta sobre la Música Tradicional Colombiana  (Música de Colombia)  y sobre técnicas avanzadas de interpretación para la música clásica. Participa en el Festival de Guitarra de la Habana Cuba. Siente el llamado por la composición a través de la música de John Williams  y continua sus estudios en composición en Gapa con el maestro Gustavo Parra, quien lo orienta hacia un estilo Sinfónico perfeccionado, con un fuerte uso de la orquestación y el desarrollo del leitmotiv.En el año 2009 continua sus estudios en la Universidad Pedagógica Nacional, donde realizó un trabajo de investigación sobre las herramientas composicionales en música para cine colombiano,usando la orquesta sinfónica.  Participó en el Concurso de Guitarra el Nogal en varias ocasiones, obteniendo el tercero y segundo premio en 2011 y 2012 respectivamente. 2018 inicia estudios de maestría en composición musical en la Universidad Internacional de La Rioja UNIR España, con los maestros Zulema de la Cruz,  en música Sinfónica del siglo XX y Alejandro Román  en música para cine, música para audiovisuales y música electroacústica  en la misma institución.
2023 La Academia Colombiana de Artes y Ciencias Cinematográficas, lo nombra miembro de la Academia, en la especialidad de Música Original.

## Carrera

### Trabajos en el cine
- 2006 Inicia su carrera como compositor audiovisual, haciendo arreglos para la serie Historia de Inventos. Como músico continua su carrera de Guitarrista Clásico realizando conciertos, e impartiendo la enseñanza en diferentes instituciones y en su propia academia Segovia Music.
- 2013 Espantamigos, piloto de serie infantil de animación proyecto ganador de la convocatoria de estímulos  del Ministerio de Cultura 2013 (Ministerio de las culturas las artes y los saberes)
- En 2015 fue becario del VI laboratorio de Music de Cine, organizado por los laboratorios de música y creación, bajo la dirección de Berta Navarro en CDMX, Contando con la asistencia de los compositores Leonardo Heiblum, Andrés Sánchez Maher, Leoncio Lara Bonn, Richard Córdoba y Eduardo Gamboa y Peter Golub.
- 2018 compuso música para la película Metrópolis de Fritz Lang,  proyecto liderado por MUCINE[5] donde participaron varios compositores miembros de esta asociación  y cuya música fue interpretada por la orquesta filarmónica juvenil de Bogotá.
- 2019 Otra Patria Distinta un homenaje al maestro Gabriel García Márquez  en colaboración con su esposa Mercedes Barcha, obra dirigida por Luis Montealegre producida por Locomotiv Films, partitura que hace uso del bolero latinoamericano, el vallenato, la música tradicional mexicana y el estilo jazzístico de la música de Nino Rota, dado al gusto personal de García Márquez por el cine de Federico Fellini.
- 2021 JUAICA El valle de los Dioses, Director Roberto Tovar Gaitán, documental 9 episodios.
- 2021 Ermitano película dirigida por Arturo Loaiza, nominado a 4 Premios Macondo incluida mejor música original en el año 2023,[6] partitura original que hace uso de elementos de la música tradicional colombiana como el Pasillo y la Guabina e instrumentación típica de la región andina colombiana.[7]

### Trabajos fuera del cine
- Arreglos Orquestales para diferentes proyectos educativos de la editorial Vista Higher  Learning
- Se ha desempeñado como docente en el Diplomado de Diseño Sonoro CIBEF, México en dos ocasiones.
- 2017- Compositor música para la entrega de premios macondo.
- 2018 Compositor música para la entrega de premios macondo.
- 2018 Ahora Escucha[8]   canción.
- EL SUR (Fragmento) Composición musical para el máster UNIR proyecto pedagógico,[9]música interpretada por la Orquesta filarmónica de Madrid.

### Obras de concierto
- 2019 Los Draconianos[10]
- 2018 Tema para el Festival por los Derechos Humanos.
- 2016 Estrellas, obra para guitarra dedicada al guitarrista Venezolano José Luis Lara y estrenada en el concurso nacional de guitarra Abundio Martínez en México.
- 2015 Dianita (Danza) obra para guitarra.
- 2012 El Aguileño, obra para cuarteto de saxofones, dedicada al maestro saxofonista Eduardo Aguilar.
- 2012 Concierto de Ambalema (para guitarra y orquesta de cuerdas)[10]
- 2006 Johanna obra para guitarra.

### Arreglos
- 2011 - Benjamín & Daisy, de la película El curioso Caso de Benjamín Button, para guitarra sola.
- 2012 - Joy to the world, para cuarteto de guitarras y orquesta de guitarras.
- 2011- El Tamborilero, para orquesta sinfónica y coro, estrenado por la orquesta sinfónica de la universidad El Bosque.

- 2016 - Versiones para tenor y guitarra de la pieza, por ti volaré (Francesco Sartori), Granada (Agustín Lara) y Oh sole mio (Eduardo di Capúa).
- 2017 – La Piragua, obra de José Barros, en versión de Big Band para los premios Macondo 2017.
- 2023 – Bolero, de la Zarzuela “Diamantes de la Corona” de Francisco Asenjo Barbieri en formato de ensamble de cámara, para Vista Higher Leaning.

## Premios y candidaturas

### Premios Macondo
- 2024 Raíces azules - Ganador

- 2023 Ermitaño – Nominado

### Concurso Nacional de Guitarra el Nogal
- 2011 tercer premio
- 2012 segundo premio.

## Filmografía
- 2024 Cuerpos que Hablan (Serie)
- 2024 Manos Creativas (Serie)
- 2024 Mujer sin Molde  (Serie)
- 2024 Yellow Inside  (corto)
- 2023 Wuinkat - (corto) documental
- 2023 La Marcha del Hambre[10] – (largo) – Documental
- 2022 Raíces azules[10] (Blue Roots) - (largo)
- 2022 Airuna  - (Serie)
- 2022 Nigromante (Largo)
- 2021 Ermitaño[10]   (Largo)
- 2021 Limbo  (Serie)
- 2021 La leyenda de Zelda[10] Wind Waker Fan animation (corto)
- 2020 - 2023 Santa María (Largo)  premio  work in progress
- 2019 Otra Patria Distinta[10] (corto)
- 2018 Metrópolis (largo)
- 2017 Talento millonario (largo) -  compositor de música adicional.
- 2016 Los días de Diana[10] (corto)
- 2015 En Bogotá la gente también se enamora[10] (corto)
- 2015 Jóvenes Valientes[10] (corto) documental
- 2013 Espantamigos piloto serie infantil animación
- 2009 Gasp! (corto)
- 2007 un mundo para todos (video promocional del proyecto Red P)
- 2006 – 2007 Historia de Inventos, (serie)